# Camillo Arduino
Camillo Arduino (19 de março de 1896 — 23 de julho de 1988) foi um ciclista italiano, profissional de 1920 a 1928. Competiu em dois eventos nos Jogos Olímpicos de Antuérpia 1920.